# Lijst van voetbalinterlands Chili - Peru
Deze lijst van voetbalinterlands is een overzicht van alle officiële voetbalwedstrijden tussen de nationale teams van Chili en Peru. De Zuid-Amerikaanse buurlanden speelden tot op heden 86 keer tegen elkaar. De eerste ontmoeting, een wedstrijd tijdens de Copa América 1935, werd gespeeld in Lima op 26 januari 1935. Het laatste duel, een kwalificatiewedstrijd voor het Wereldkampioenschap voetbal 2026, werd gespeeld op 15 november 2024 in de Peruaanse hoofdstad.

## Wedstrijden
| №  | Plaats        | Datum             | Competitie                        | Wedstrijd    | Uitslag |
| -- | ------------- | ----------------- | --------------------------------- | ------------ | ------- |
| 1  | Lima          | 26 januari 1935   | Copa América 1935                 | Peru – Chili | 1 – 0   |
| 2  | Buenos Aires  | 21 januari 1937   | Copa América 1937                 | Peru – Chili | 2 – 2   |
| 3  | Lima          | 22 januari 1939   | Copa América 1939                 | Peru – Chili | 3 – 1   |
| 4  | Santiago      | 9 februari 1941   | Copa América 1941                 | Chili – Peru | 1 – 0   |
| 5  | Montevideo    | 7 februari 1942   | Copa América 1942                 | Peru – Chili | 0 – 0   |
| 6  | Guayaquil     | 9 februari 1947   | Copa América 1947                 | Peru – Chili | 1 – 2   |
| 7  | São Paulo     | 30 april 1949     | Copa América 1949                 | Chili – Peru | 0 – 3   |
| 8  | Santiago      | 2 april 1952      | Pan-Amerikaans kampioenschap 1952 | Chili – Peru | 3 – 2   |
| 9  | Lima          | 4 maart 1953      | Copa América 1953                 | Peru – Chili | 0 – 0   |
| 10 | Lima          | 26 juli 1953      | Vriendschappelijk                 | Peru – Chili | 1 – 2   |
| 11 | Lima          | 28 juli 1953      | Vriendschappelijk                 | Peru – Chili | 5 – 0   |
| 12 | Santiago      | 17 september 1954 | Vriendschappelijk                 | Chili – Peru | 2 – 1   |
| 13 | Santiago      | 19 september 1954 | Vriendschappelijk                 | Chili – Peru | 2 – 4   |
| 14 | Santiago      | 6 maart 1955      | Copa América 1955                 | Chili – Peru | 5 – 4   |
| 15 | Montevideo    | 9 februari 1956   | Copa América 1956                 | Peru – Chili | 3 – 4   |
| 16 | Mexico-Stad   | 15 maart 1956     | Pan-Amerikaans kampioenschap 1956 | Chili – Peru | 2 – 2   |
| 17 | Lima          | 16 maart 1957     | Copa América 1957                 | Peru – Chili | 1 – 0   |
| 18 | Buenos Aires  | 21 maart 1959     | Copa América 1959                 | Peru – Chili | 1 – 1   |
| 19 | Santiago      | 19 maart 1961     | Vriendschappelijk                 | Chili – Peru | 5 – 2   |
| 20 | Santiago      | 15 april 1965     | Vriendschappelijk                 | Chili – Peru | 4 – 1   |
| 21 | Lima          | 28 april 1965     | Vriendschappelijk                 | Peru – Chili | 0 – 1   |
| 22 | Lima          | 18 augustus 1968  | Vriendschappelijk                 | Peru – Chili | 1 – 2   |
| 23 | Lima          | 21 augustus 1968  | Vriendschappelijk                 | Peru – Chili | 0 – 0   |
| 24 | Lima          | 11 augustus 1971  | Vriendschappelijk                 | Peru – Chili | 1 – 0   |
| 25 | Santiago      | 18 augustus 1971  | Vriendschappelijk                 | Chili – Peru | 1 – 0   |
| 26 | Lima          | 29 april 1973     | WK 1974 kwalificatie              | Peru – Chili | 2 – 0   |
| 27 | Santiago      | 13 mei 1973       | WK 1974 kwalificatie              | Chili – Peru | 2 – 0   |
| 28 | Montevideo    | 5 augustus 1973   | WK 1974 kwalificatie              | Peru – Chili | 1 – 2   |
| 29 | Santiago      | 16 juli 1975      | Copa América 1975                 | Chili – Peru | 1 – 1   |
| 30 | Lima          | 20 augustus 1975  | Copa América 1975                 | Peru – Chili | 3 – 1   |
| 31 | Santiago      | 6 maart 1977      | WK 1978 kwalificatie              | Chili – Peru | 1 – 1   |
| 32 | Lima          | 26 maart 1977     | WK 1978 kwalificatie              | Peru – Chili | 2 – 0   |
| 33 | Lima          | 17 oktober 1979   | Copa América 1979                 | Peru – Chili | 1 – 2   |
| 34 | Santiago      | 24 oktober 1979   | Copa América 1979                 | Chili – Peru | 0 – 0   |
| 35 | Santiago      | 19 april 1981     | Vriendschappelijk                 | Chili – Peru | 3 – 0   |
| 36 | Lima          | 5 augustus 1981   | Vriendschappelijk                 | Peru – Chili | 1 – 2   |
| 37 | Santiago      | 23 maart 1982     | Vriendschappelijk                 | Chili – Peru | 2 – 1   |
| 38 | Lima          | 30 maart 1982     | Vriendschappelijk                 | Peru – Chili | 1 – 0   |
| 39 | Lima          | 21 juli 1983      | Vriendschappelijk                 | Peru – Chili | 0 – 1   |
| 40 | Arica         | 3 augustus 1983   | Vriendschappelijk                 | Chili – Peru | 2 – 0   |
| 41 | Santiago      | 24 februari 1985  | Vriendschappelijk                 | Chili – Peru | 1 – 2   |
| 42 | Lima          | 9 maart 1985      | Vriendschappelijk                 | Peru – Chili | 1 – 1   |
| 43 | Santiago      | 27 oktober 1985   | WK 1986 kwalificatie              | Chili – Peru | 4 – 2   |
| 44 | Lima          | 3 november 1985   | WK 1986 kwalificatie              | Peru – Chili | 0 – 1   |
| 45 | Lima          | 19 juni 1987      | Vriendschappelijk                 | Peru – Chili | 1 – 3   |
| 46 | Lima          | 21 juni 1987      | Vriendschappelijk                 | Peru – Chili | 2 – 0   |
| 47 | Santiago      | 24 juni 1987      | Vriendschappelijk                 | Chili – Peru | 1 – 0   |
| 48 | Arica         | 25 oktober 1988   | Vriendschappelijk                 | Chili – Peru | 2 – 0   |
| 49 | Lima          | 23 november 1988  | Vriendschappelijk                 | Peru – Chili | 1 – 1   |
| 50 | Armenia       | 1 februari 1989   | Vriendschappelijk                 | Peru – Chili | 0 – 0   |
| 51 | Arica         | 25 juli 1989      | Vriendschappelijk                 | Chili – Peru | 2 – 1   |
| 52 | Concepción    | 8 juli 1991       | Copa América 1991                 | Chili – Peru | 4 – 2   |
| 53 | Cuenca        | 24 juni 1993      | Copa América 1993                 | Peru – Chili | 1 – 0   |
| 54 | Santiago      | 25 mei 1994       | Vriendschappelijk                 | Chili – Peru | 2 – 1   |
| 55 | Lima          | 19 april 1995     | Vriendschappelijk                 | Peru – Chili | 6 – 0   |
| 56 | Coquimbo      | 14 februari 1996  | Vriendschappelijk                 | Chili – Peru | 4 – 0   |
| 57 | Lima          | 12 januari 1997   | WK 1998 kwalificatie              | Peru – Chili | 2 – 1   |
| 58 | Santiago      | 12 oktober 1997   | WK 1998 kwalificatie              | Chili – Peru | 4 – 0   |
| 59 | Santiago      | 29 april 2000     | WK 2002 kwalificatie              | Chili – Peru | 1 – 1   |
| 60 | Lima          | 27 maart 2001     | WK 2002 kwalificatie              | Peru – Chili | 3 – 1   |
| 61 | Santiago      | 30 maart 2003     | Vriendschappelijk                 | Chili – Peru | 2 – 0   |
| 62 | Lima          | 2 april 2003      | Vriendschappelijk                 | Peru – Chili | 3 – 0   |
| 63 | Santiago      | 9 september 2003  | WK 2006 kwalificatie              | Chili – Peru | 2 – 1   |
| 64 | Antofagasta   | 28 april 2004     | Vriendschappelijk                 | Chili – Peru | 1 – 1   |
| 65 | Lima          | 17 november 2004  | WK 2006 kwalificatie              | Peru – Chili | 2 – 1   |
| 66 | Tacna         | 17 augustus 2005  | Vriendschappelijk                 | Peru – Chili | 3 – 1   |
| 67 | Viña del Mar  | 7 oktober 2006    | Vriendschappelijk                 | Chili – Peru | 3 – 2   |
| 68 | Tacna         | 11 oktober 2006   | Vriendschappelijk                 | Peru – Chili | 0 – 1   |
| 69 | Santiago      | 17 oktober 2007   | WK 2010 kwalificatie              | Chili – Peru | 2 – 0   |
| 70 | Lima          | 29 maart 2009     | WK 2010 kwalificatie              | Peru – Chili | 1 – 3   |
| 71 | Mendoza       | 12 juli 2011      | Copa América 2011                 | Chili – Peru | 1 – 0   |
| 72 | Santiago      | 11 oktober 2011   | WK 2014 kwalificatie              | Chili – Peru | 4 – 2   |
| 73 | Arica         | 21 maart 2012     | Vriendschappelijk                 | Chili – Peru | 3 – 1   |
| 74 | Tacna         | 11 april 2012     | Vriendschappelijk                 | Peru – Chili | 0 – 3   |
| 75 | Lima          | 22 maart 2013     | WK 2014 kwalificatie              | Peru − Chili | 1 − 0   |
| 76 | Valparaíso    | 10 oktober 2014   | Vriendschappelijk                 | Chili − Peru | 3 − 0   |
| 77 | Santiago      | 29 juni 2015      | Copa América 2015                 | Chili – Peru | 2 – 1   |
| 78 | Lima          | 13 oktober 2015   | WK 2018 kwalificatie              | Peru − Chili | 3 − 4   |
| 79 | Santiago      | 11 oktober 2016   | WK 2018 kwalificatie              | Chili – Peru | 2 – 1   |
| 80 | Miami Gardens | 12 oktober 2018   | Vriendschappelijk                 | Peru – Chili | 3 – 0   |
| 81 | Porto Alegre  | 3 juli 2019       | Copa América 2019                 | Chili – Peru | 0 – 3   |
| 82 | Santiago      | 13 november 2020  | WK 2022 kwalificatie              | Chili − Peru | 2 − 0   |
| 83 | Lima          | 7 oktober 2021    | WK 2022 kwalificatie              | Peru − Chili | 2 − 0   |
| 84 | Macul         | 12 oktober 2023   | WK 2026 kwalificatie              | Chili − Peru | 2 − 0   |
| 85 | Arlington     | 21 juni 2024      | Copa América 2024                 | Peru − Chili | 0 − 0   |
| 86 | Lima          | 15 november 2024  | WK 2026 kwalificatie              | Peru − Chili | 0 − 0   |

## Samenvatting
| Competitie                   | Totaal gespeeld | Winst Chili | Gelijk | Winst Peru | Doelsaldo Chili – Peru |
| ---------------------------- | --------------- | ----------- | ------ | ---------- | ---------------------- |
| WK-kwalificatie              | 23              | 13          | 3      | 7          | 39 − 27                |
| Copa América                 | 22              | 8           | 7      | 7          | 27 − 31                |
| Pan-Amerikaans kampioenschap | 2               | 1           | 1      | 0          | 5 − 4                  |
| Vriendschappelijk            | 39              | 24          | 5      | 10         | 63 – 47                |
| Totaal                       | 86              | 46          | 16     | 24         | 134 – 109              |

Wedstrijden bepaald door strafschoppen worden, in lijn met de FIFA, als een gelijkspel gerekend.

## Details

### 35ste ontmoeting
| Vriendschappelijk (Santiago, Chili, 19 april 1981):               |       |      |
| Chili                                                             | 3 – 0 | Peru |
| Gustavo Moscoso 29' Carlos Caszely 66' (pen.) Gustavo Moscoso 75' | goals |      |
| - Honderdste interland van Héctor Chumpitaz voor Peru.            |       |      |

### 55ste ontmoeting
| Vriendschappelijk (Lima, Peru, 19 april 1995): |              | |
| Peru | 6 – 0        | Chili |
| Flavio Maestri 2' Flavio Maestri 6' Ronald Baroni 28' Flavio Maestri 39' Ronald Baroni 66' Ronald Baroni 77'                                                                | goals        | |
| Miguel Company | bondscoach   | Xabier Azkargorta |
| Miguel Miranda Jorge Soto José Soto Alfonso Dulanto Alexis Ubillús Martín Rodríguez José Carranza Alex Magallanes ??' Roberto Palacios ??' Flavio Maestri ??' Ronald Baroni | opstellingen | Alex Vargas Gabriel Mendoza Nelson Parraguez Javier Margas Rodrigo Pérez 65' Cristián Castañeda 46' Ian McNiven 71' Clarence Acuña Esteban Valencia Marcelo Salas 55' Lukas Tudor |
| Nolberto Solano ??' Alessandro Morán ??' Alberto Ramírez ??' | wissels      | 46' Patricio Mardones 55' Rodrigo Goldberg 65' Francisco Rojas 71' Pablo Galdames                                                                                                 |
| - Debuut van Pablo Galdames, Francisco Rojas, Rodrigo Goldberg en Rodrigo Pérez voor Chili.                                                                                 |              | |

### 59ste ontmoeting
| WK 2002 kwalificatie (Santiago, Chili, 29 april 2000): |       |               |
| Chili                                                  | 1 – 1 | Peru          |
| Javier Margas 42'                                      | goals | 39' Juan Jayo |

### 60ste ontmoeting
| WK 2002 kwalificatie (Lima, Peru, 27 maart 2001):         |       |                    |
| Peru                                                      | 3 – 1 | Chili              |
| Flavio Maestri 53' Andrés Mendoza 72' Claudio Pizarro 81' | goals | 61' Reinaldo Navia |

### 61ste ontmoeting
| Vriendschappelijk (Santiago, Chili, 30 maart 2003): |       |      |
| Chili                                               | 2 – 0 | Peru |
| Milovan Mirošević 44' Mauricio Pinilla 65'          | goals |      |

### 62ste ontmoeting
| Vriendschappelijk (Lima, Peru, 2 april 2003):              |       |       |
| Peru                                                       | 3 – 0 | Chili |
| Luis Quinteros 17' Claudio Pizarro 48' Claudio Pizarro 49' | goals |       |

### 63ste ontmoeting
| WK 2006 kwalificatie (Santiago, Chili, 9 september 2003): |       |                    |
| Chili                                                     | 2 – 1 | Peru               |
| Mauricio Pinilla 35' Arturo Norambuena 70'                | goals | 57' Andrés Mendoza |

### 66ste ontmoeting
| Vriendschappelijk (Tacna, Peru, 17 augustus 2005):        |       |                  |
| Peru                                                      | 3 – 1 | Chili            |
| Walter Vilchez 28' Paolo Guerrero 59' Miguel Villalta 63' | goals | 37' Luis Fuentes |

### 76ste ontmoeting
| Vriendschappelijk (Valparaíso, Chili, 10 oktober 2014):                                     |       |      |
| Chili                                                                                       | 3 – 0 | Peru |
| Eduardo Vargas 28' Gary Medel 35' Eduardo Vargas 54'                                        | goals |      |
| - Doelman Claudio Bravo speelt zijn 85ste interland en wordt daarmee Chileens recordhouder. |       |      |

### 77ste ontmoeting
| Copa América 2015 (Santiago, Chili, 29 juni 2015): |              | |
| Chili | 2 – 1        | Peru |
| Eduardo Vargas 41' Eduardo Vargas 63' | goals        | 60' (e.d.) Gary Medel |
| Jorge Sampaoli | bondscoach   | Ricardo Gareca |
| Claudio Bravo Mauricio Isla José Rojas Miiko Albornoz 46' Arturo Vidal Jorge Valdivia 86' Gary Medel Charles Aránguiz Marcelo Díaz 46' Alexis Sánchez Eduardo Vargas                   | opstellingen | Pedro Gallese Carlos Zambrano Carlos Ascues Juan Vargas 27' Christian Cueva 73' Carlos Lobatón Luis Advíncula 73' André Carrillo Josepmir Ballón Paolo Guerrero Jefferson Farfán       |
| Eugenio Mena 46' David Pizarro 46' Felipe Gutiérrez 86' Paulo Garcés Johnny Herrera Francisco Silva José Fuenzalida Matías Fernández Jean Beausejour Mauricio Pinilla Ángelo Henríquez | wissels      | 27' Christian Ramos 73' Yoshimar Yotún 73' Claudio Pizarro Diego Penny Salomón Libman Hansell Riojas Pedro Requena Jair Céspedes Edwin Retamoso Joel Sánchez Paolo Hurtado Yordy Reyna |
| | rode kaarten | 7', 20' Carlos Zambrano |